# Большой слизень
Большой слизень, или большой придорожный слизень (лат. Limax maximus) — наземный брюхоногий моллюск отряда лёгочных улиток семейства Limacidae, один из крупнейших видов слизней.
Представители вида имеют очень необычный способ спаривания, во время которого две особи висят в воздухе, подвешенные на ветке дерева или другом субстрате, используя толстые нити слизи.
Родиной моллюска является Европа, но он был завезён и в другие части света.
Большой, или, как его ещё называют,леопардовый слизень, питается преимущественно белковой пищей, в том числе другими слизнями и их яйцами, то есть является своего рода хищником. Это обстоятельство делает его желанным гостем в садах и хозяйствах, так как он приносит пользу, уничтожая вредоносных слизней. 

## Описание

### Внешний вид
Как и у всех слизней, раковина Limax maximus сильно редуцирована. Длина тела взрослой особи составляет 10—20 см.
Тело морщинистое, большая его часть округлая, на хвосте имеется киль. Окраска варьирует от бледно-серого, пепельного, до коричневого, а иногда желтовато-белого цвета. Тело покрыто продольными полосами или чёрными пятнами. Редуцированная мантия, расположенная в передней части тела, всегда имеет чёрные пятна. Подошва пепельно-желтоватого цвета.
Различные представители могут отличаться по своей окраске:

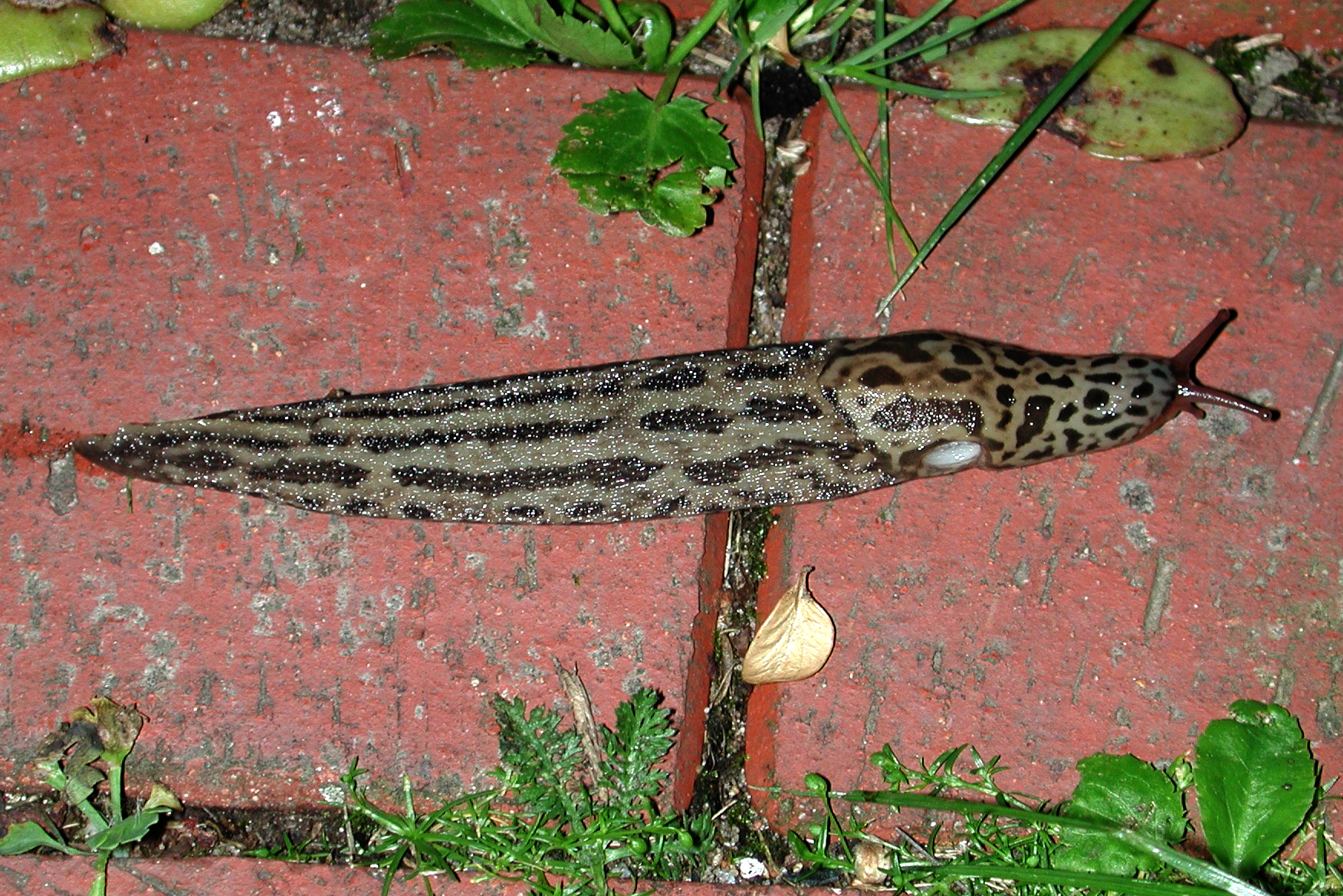
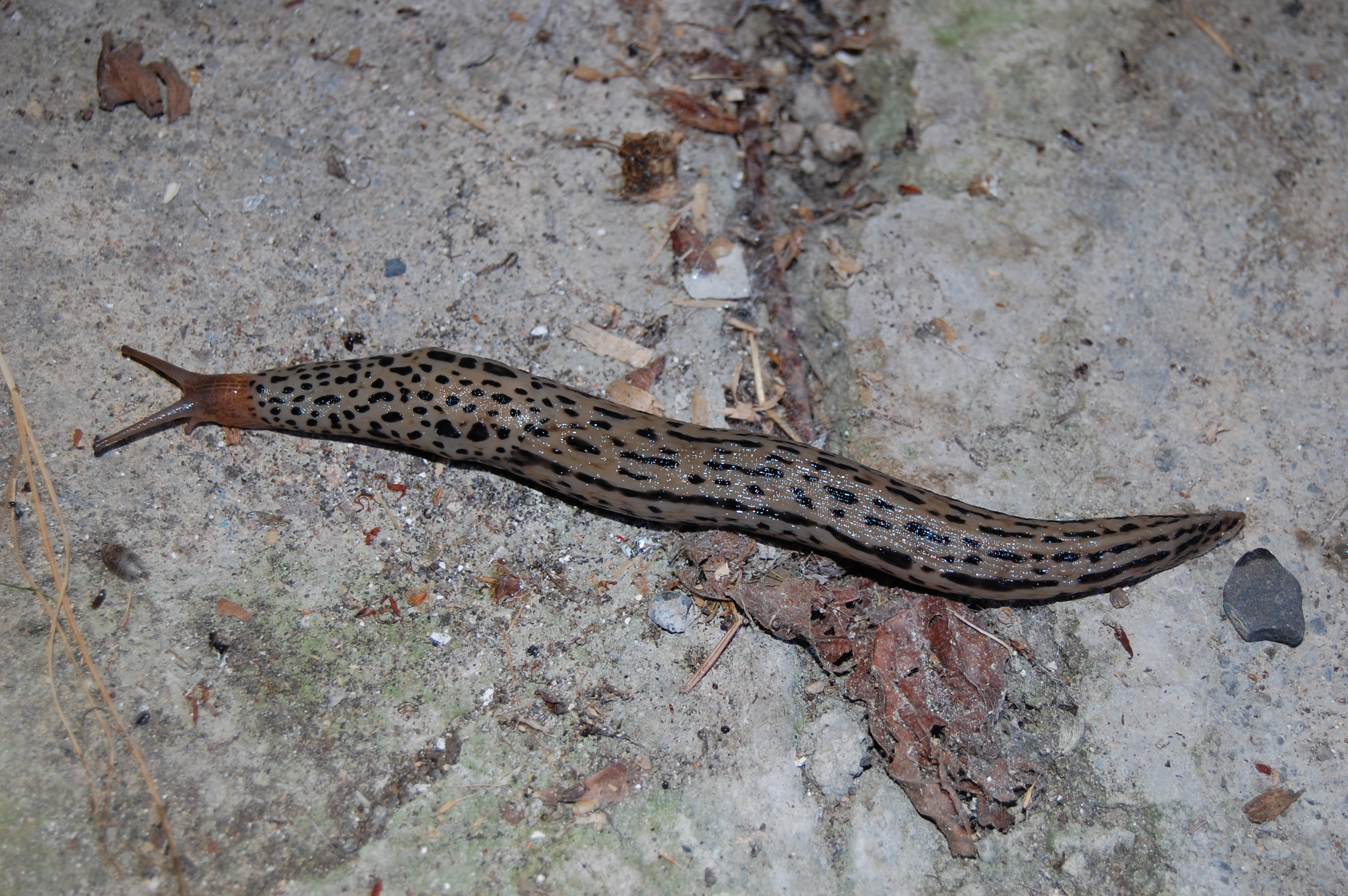
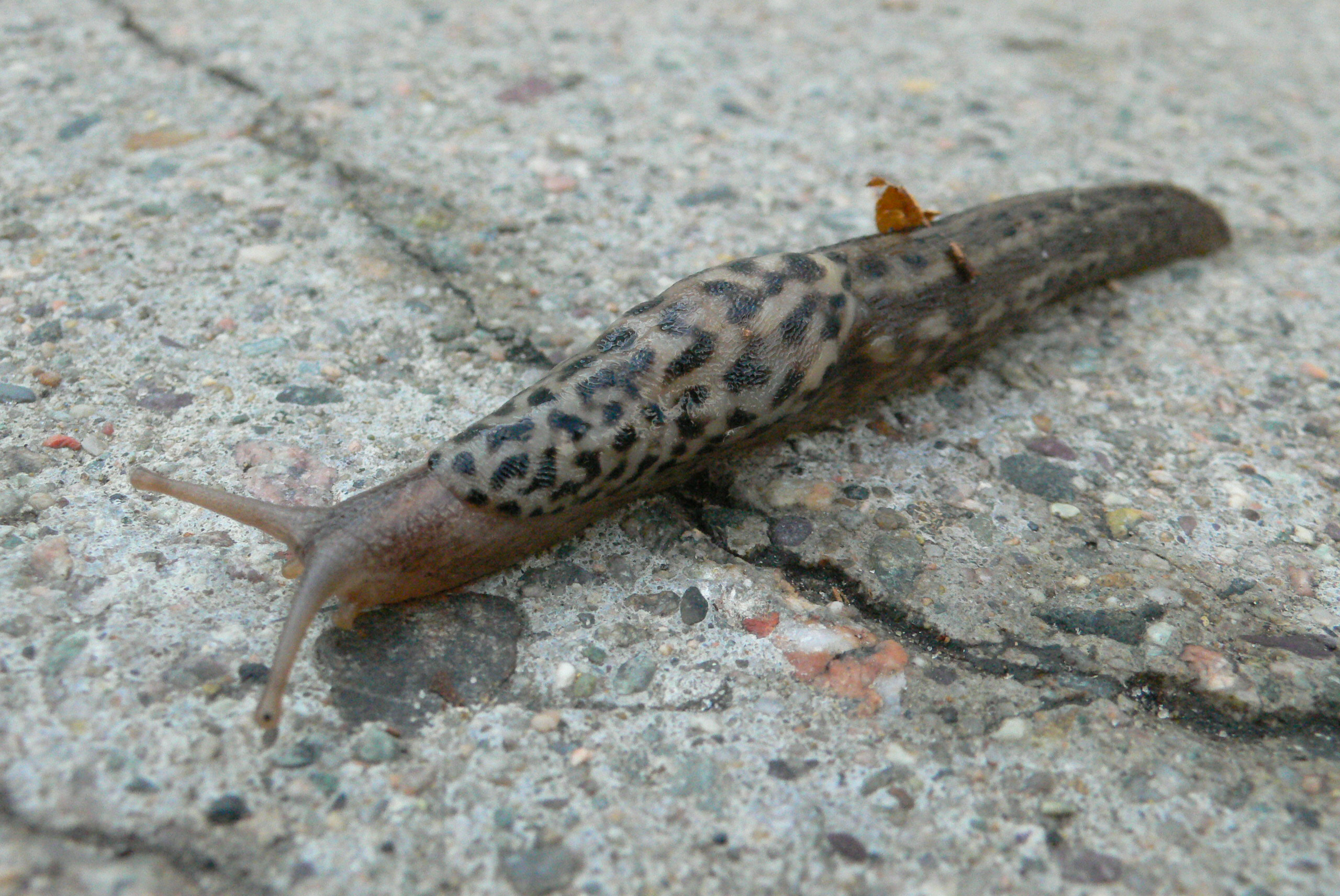
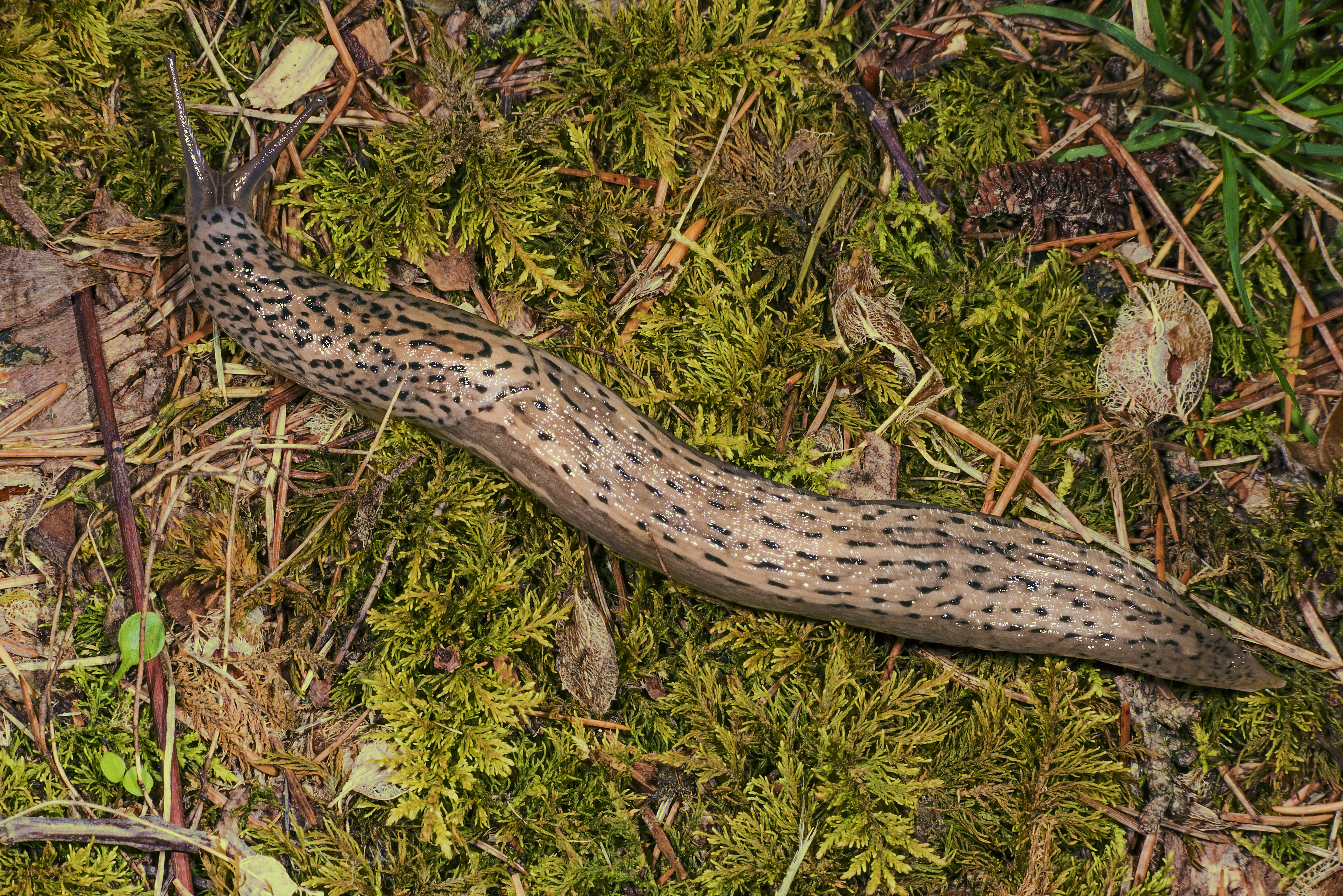

Щупальца слизня очень длинные и стройные.
Мантия продолговатая, занимает около трети от всей длины тела. Она округлая спереди и угловатая в задней части.
Пневмостом расположен справа под мантией.
Слизь бесцветная и не очень клейкая.

### Внутреннее строение
Limax maximus имеет внутреннюю раковину под мантийным покровом. Эта раковина была известна ещё во время Плиния Старшего и использовалась древними врачами из-за содержащегося в ней карбоната кальция. Внутренняя раковина заметна через кожу моллюска. Цвет раковины белый. Форма продолговато-овальная, слегка выпуклая. Длина составляет около 13 мм, а ширина — около 7мм.
Пищеварительная система начинается с радулы и через глотку переходит в пищевод и кишечник. Кишечник имеет шесть отделов, четыре из которых соединены с печенью, а два свободно висят в полости тела.
Нервная система состоит из типичных ганглиев. Педальные ганглии находятся под радулой, брюшной лежит чуть правее срединной линии, висцеральные расположены между языковой оболочкой и пищеводом.
Репродуктивная система гермафродитна.